# Prawo oświatowe (ustawa)
Ustawa z dnia 14 grudnia 2016 r. Prawo oświatowe – polska ustawa uchwalona przez Sejm, regulująca niektóre kwestie związane z prawem oświatowym, przyjęta w ramach reformy systemu oświaty z 2017 roku. Ustawa normuje materię wcześniej zawartą w ustawie o systemie oświaty.

## Zakres regulacji
Ustawa określa:
- rodzaje szkół i przedszkoli istniejących w Polsce
- zasady organizacji wychowania przedszkolnego
- zasady spełniania obowiązku szkolnego, obowiązku nauki i obowiązku przygotowania przedszkolnego
- zasady zarządzania szkołami i placówkami publicznymi, w tym wykaz i zakres kompetencji dyrektorów szkół i placówek, rad pedagogicznych oraz społecznych organów w systemie oświaty (rad rodziców, Krajowej Rady Oświatowej i wojewódzkich rad oświatowych oraz samorządów uczniowskich)
- zasady organizacji kształcenia, wychowania i opieki w szkołach i placówkach publicznych
- zasady przyjmowania do publicznych przedszkoli, publicznych innych form wychowania przedszkolnego, publicznych szkół i publicznych placówek
- zasady kształcenia osób przybywających z zagranicy
- zasady działania szkół i placówek niepublicznych
- zasady działania placówek doskonalenia nauczycieli.

## Nowelizacje
Ustawę tę znowelizowano wielokrotnie. Pierwsza zmiana weszła w życie w 2017, druga – 1 stycznia 2018. Ostatnia zmiana obowiązuje od 1 czerwca 2025 r. Jak dotąd zostało wydanych 7 tekstów jednolitych ustawy (w 2018, 2019, 2020, 2021, 2023, 2024 i 2025).